# Botona Ai
Botona Ai is een bestuurslaag in het regentschap Nias Utara van de provincie Noord-Sumatra, Indonesië. Botona Ai telt 771 inwoners (volkstelling 2010).